# Пісняр-лісовик західний
Пісняр-лісовик західний (Setophaga townsendi) — вид горобцеподібних птахів родини піснярових (Parulidae). Поширений у Північній Америці.

## Назва
Вид названо на честь американського орнітолога Джона Кірка Таунсенда (1809-1851).

## Поширення
Гніздиться на заході Північної Америки. Його гніздовий ареал включає південну та східну Аляску, західну Канаду (Британська Колумбія) та північний захід США (Вашингтон, Орегон, Айдахо, Монтана). Ареал його зимівлі охоплює прибережну зону від північного Вашингтона до північної Нижньої Каліфорнії (Мексика), частини Аризони та гірські райони Мексики та Центральної Америки до Коста-Рики.
Середовищем існування є хвойні ліси, сосново-дубові ліси та дубові ліси в гірських районах середньої та високої висоти. Також у чапаралі з суничними деревами та в чагарниках взимку.

## Опис
Розмір дорослих особин становить 11-12 см. Самець має жовте обличчя з чорним: є чорна маска, що тягнеться від лоруму до вушної раковини, з маленьким жовтим півмісяцем під оком. Ця маска обведена жовтим контуром. Маківка, потилиця, горло і верхня частина грудей чорні. Спина оливкова з темними прожилками. Крила і хвіст темно-оливково-коричневі, з двома білими смужками на кожному крилі та кількома білими плямами на хвості; верхнє криє хвоста сіре. Нижня частина грудей жовта, з чорними смугами на боках. Черевце і підхвістя білі.
Самиця тьмяніша за забарвленням. Малюнок обличчя схожий на самця, але з оливково-зеленим замість чорного, а також жовтими горлом і верхньою частиною грудей. З боків є слабкі перегородки.